# .qa
.qa је највиши Интернет домен државних кодова (ccTLD) за Катар. Ово је једини Највиши Интернет домен државних кодова (НИДдк) који почиње словом Q.